# Diao Yinan
Diao Yinan (chiń. 刁亦男; pinyin Diāo Yìnán; ur. 30 listopada 1969 w Xi’an) – chiński scenarzysta i reżyser filmowy i teatralny. Czołowa postać chińskiego teatru awangardowego.

## Życiorys
Urodził się w Xi’an, w północnochińskiej prowincji Shanxi. W 1992 ukończył studia w pekińskim  Centralnym Instytucie Dramatycznym na kierunku literatura i scenopisarstwo.
Karierę zaczął od pisania scenariuszy, m.in. do wielokrotnie nagradzanego filmu Łaźnia (1999) Zhanga Yanga (jednym z jego współpracowników był Cai Shangjun). Później zajął się samodzielnym reżyserowaniem swoich projektów scenariuszowych.
Dotychczas wyreżyserował łącznie cztery filmy. Jego debiut reżyserki Mundur (2003) nagrodzono na MFF w Vancouver. Kolejny film Yinana, Nocny pociąg (2007), miał swoją premierę w sekcji "Un Certain Regard" na 60. MFF w Cannes, gdzie spotkał się z powszechną aprobatą za swój minimalistyczny styl, i był później dystrybuowany w całej Europie.
Największy sukces odniósł Yinan swoim trzecim filmem. Za osadzony w industrialnej scenerii mroczny kryminał Czarny węgiel, kruchy lód (2014) twórca zdobył Złotego Niedźwiedzia na 64. MFF w Berlinie.
Jego ostatni film, Jezioro dzikich gęsi, miał swoją premierę na 72. MFF w Cannes, gdzie brał udział w konkursie głównym o Złotą Palmę.

## Filmografia

### reżyser
- 2003: Mundur (Zhifu)
- 2007: Nocny pociąg (Ye che)
- 2014: Czarny węgiel, kruchy lód (Bai ri yan huo)
- 2019: Jezioro dzikich gęsi (Nan Fang Che Zhan De Ju Hui)

### scenarzysta
- 1997: Aiqing mala tang
- 1999: Łaźnia (Xi zao)
- 2001: Zou dao di
- 2003: Mundur (Zhifu)
- 2007: Nocny pociąg (Ye che)
- 2014: Czarny węgiel, kruchy lód (Bai ri yan huo)[5][6]